# Iljaz Bej Mirahori

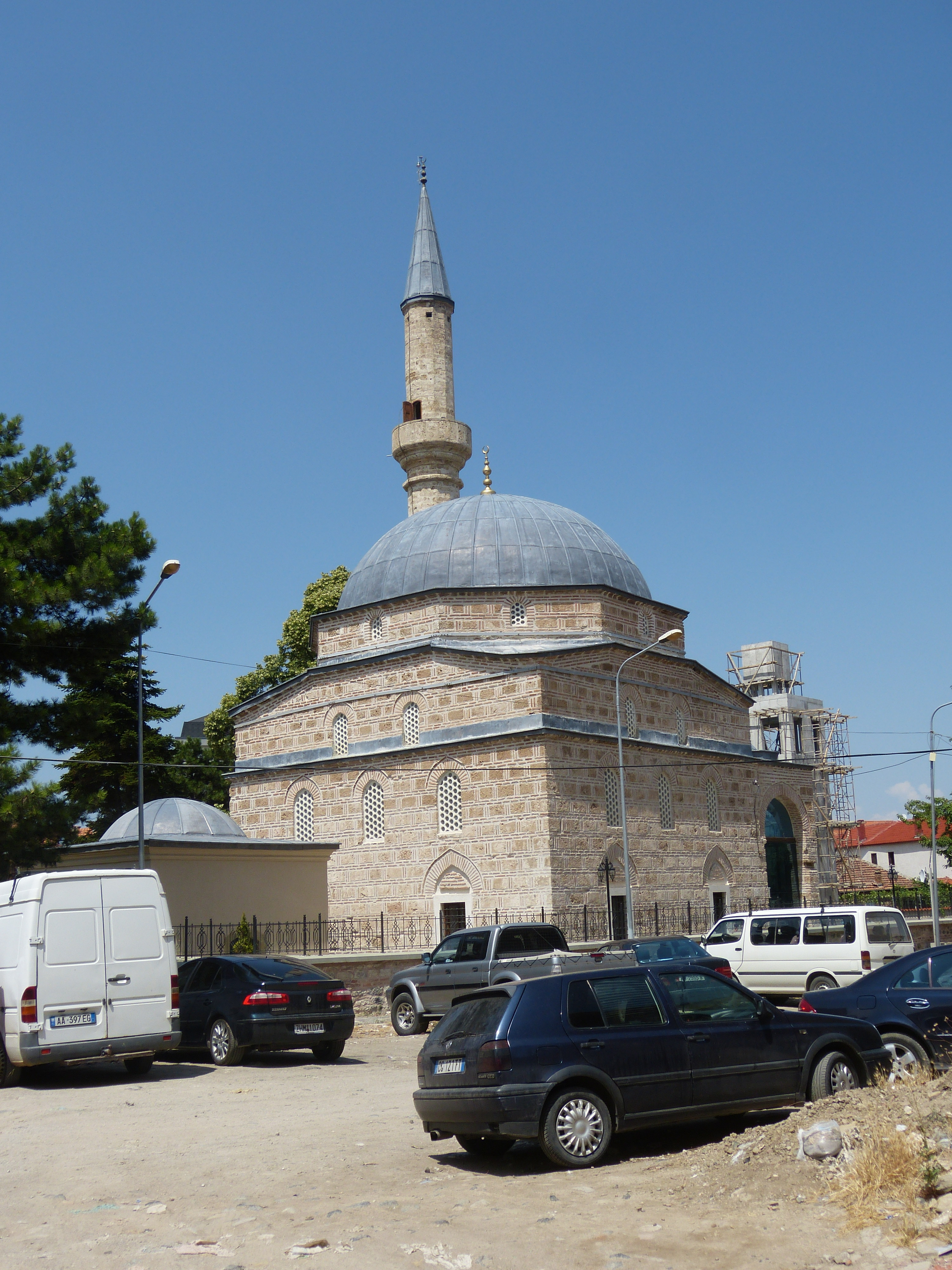
Nebenbau (links) der Mirahor-Moschee in Korça; vermutlich eine Art Grabstätte von Iljaz Hoxha

Iljaz Bej Mirahori, auch Iliaz Hoxha (türkisch İmrahorlu İlyas Bey), war ein albanischer Militärkommandant des Osmanischen Reiches und Gouverneur unter Sultan Bayezid II., der als Janitschare eine große Rolle bei der Eroberung von Konstantinopel (1453) spielte. Iljaz Bej heiratete die Tochter des Sultans Mehmed II. (der Eroberer) und gründete im 15. Jahrhundert die Stadt Korça in Albanien.
Seine genauen Geburts- und Sterbedaten sind nicht gesichert. Iljaz Bej wurde vermutlich 1408 in Panarit bei Korça geboren und trat vermutlich während der Regentschaft von Sultan Murad II. im Rahmen der Knabenlese dem Janitscharenkorps bei, worauf er an den Hof in Edirne geschickt wurde.
Er galt als einer der treuesten Untertanen des jungen Eroberers Mehmet II. und widmete sein Leben dem Kampf des Sultans gegen Skanderbeg und seine Aufständischen. Im Jahre 1453 erhielt Iljaz Bej aufgrund seiner Rolle in der Belagerung von Konstantinopel den Titel Mir-i Ahur (Mirahor, „General der Kavallerie“). Später stieg er zum Mirahor Evel („Hauptgeneral“) auf. Nach der Eroberung wurde er der Sandschak-Bey von Korça. Unter dem Befehl von Mehmet II. baute er die Stadt Korça sowohl zum Kulturzentrum als auch zur Garnisonsstadt aus. Er erbaute ihre erste Moschee, die Mirahori-Moschee. In Istanbul wandelte er unter Sultan Bayezid II. die Klosterkirche des Studionklosters in die Moschee İmrahor Camii um.
Sami Frashëri, dessen Frau Emine Frashëri sich als Nachkomme von Iljaz Bej betrachtete, schrieb mehrere Werke über ihn.